# Politika

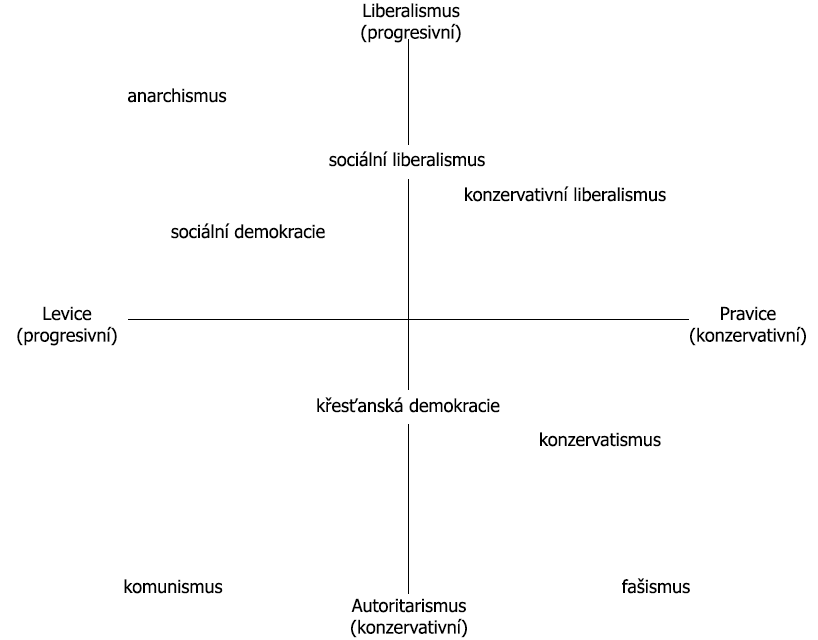
Politické spektrum

Politika (z řeckého polis – město, politiké techné – správa obce) je mnohoznačný pojem obvykle označující proces a metodu rozhodování určité skupiny lidí s pluralitními zájmy a názory. Věda zabývající se politikou se nazývá politologie. Politika je sférou, v níž je přítomné neustálé větší či menší napětí mezi „vládnoucí“ (politika shora) a „emancipační“ (politika zdola) politikou. Politiku lze chápat také jako boj o společenské uspořádání.
V rámci rozhodovacích procesů je politika správou věcí veřejných, uměním řídit stát, hájením zájmů jednoho státu vůči druhému, vytvářením a udržováním vztahů mezi těmito státy.
Prostředkem politiky je politická moc, kterou lze získat buď demokratickými prostředky, nebo násilím.[zdroj?] V otevřených společnostech demokracií vstupují do politiky politické subjekty přesvědčováním (argumentací zúčastněných stran) a vyjednáváním (často kompromisní dohodou) a tak vytvářejí či spoluvytvářejí politická rozhodnutí. Mezi takové subjekty mohou patřit jednotlivci (občané), stejně jako organizace (politické strany a hnutí, spolky a jiné zájmové skupiny). Vynutitelnost politického rozhodnutí je zajištěna autoritou (která vykonává politickou moc).
V přeneseném smyslu znamená politika chování a jednání jednotlivce nebo skupiny nebo nasazení prostředků (ať legitimních, nebo ne) k dosažení určitého cíle.
Politika jako správa věcí veřejných byla chápána již v antickém Řecku. Ve středověku se pak do jisté míry stala dědičnou záležitostí feudálů, o něco později výlučnou záležitostí politiků. V novější době přechází tato tradice do pojetí politiky jako věci občanů.

## Významová nejednoznačnost termínu politika
České slovo (politika) má několik významů, je ekvivalentem tří anglických termínů, které však operují na různé rovině obecnosti:
- Politika ve významu anglického polity představuje strukturálně-funkční rámec politického procesu a politických aktivit (tento význam je blízký politickému systému společností, můžeme si pod ním představit například státní zřízení, ústavu, volební a stranický systém apod.).
- Politika ve významu anglického politics představuje politický proces střetávání zájmů, arény, v nichž se pohybují a vyjednávají politici (do politiky s tímto významem tedy patří konkrétní političtí aktéři, jako jsou politické strany a politici).
- Politika ve významu anglického policy je programem, opatřením, krokem či záměrem. Není spojená s aktéry, ale s tématy (např. sociální politika, vzdělávací politika, rozvojová politika atd.). Nositelem politiky (ve významu policy) nemusí být jen političtí představitelé, ale v zásadě kdokoliv (mzdová politika firmy, protidrogová politika školy).

## Historie

### Starověké tradice

#### Starověká Čína
Čínská politická filosofie má své kořeny už v období Jara a Podzimu, zvláště je spojeno s Konfuciem (6. století př. Kr.). Politická filosofie v Číně vznikla jako odpověď na společenské a politické rozdrobení země v období Jara a Podzimu a Období válčících států. Hlavní společensko-politické směry v tomto období čerpaly z filosofií konfucianismu, legismu, mohismu, agrarismu a taoismu. Filosofové jako Konfucius, Mencius a Mocius se ve svých politických filosofiích pokoušeli najít společnou řeč. Konfucionismus obhajoval hierarchickou, meritokratickou vládu založenou na empatii, loajalitě a mezilidských vztazích. Legismus se stavěl za striktně autoritářskou vládu založenou na drakónských trestech a zákonech. Mohismus podporoval společnou, decentralizovanou, „liberální“ vládu založenou na filosofii asketismu (v Číně má tradici v podobě mnišských společenství). Agraristé propagovali rolnický „komunismus“ a egalitářství. Příznivci taoismu byli jedněmi z prvních zastánců proto-anarchismu.
Legismus byl dominantní politickou filosofií v období Dynastie Čching, v období Dynastie Chan byl však vytlačen státním konfucionismem, který se v Číně držel na nejzastávanějších filosofiích až do příchodu komunismu.

#### Antické Řecko
Celá západní politická filosofie (ve významu polis) pramení z filosofie Antického Řecka, kde první filosoficko-politické debaty vedl již Platón. Antická polis stála u zrodu základních politických směrů v Aristotelově klasifikaci: timokracii, tyranii, demokracii a oligarchii. Jedna z prvních knih o politice, která formovala i novověké státy, byla Platónova Ústava, která inspirovala i Aristotela k jeho Politice a Etice Nikomachově. Do římského politického myšlení pak pronikla především filosofie stoicismu.

#### Starověká Indie
Hierarchizace společnosti na kasty umožnila indické společnosti vyvíjet svou politiku již dlouho před vznikem prvních států. Ve starověké Indii pak společenská situace vyústila do jasně vymezené hranice mezi náboženskou a světskou správou. Správa státu byla rozdělena na vládu, administraci, obranu, zákon a pořádek. Mantraga byla hlavním vládnoucím orgánem, sestávající z krále, předsedy vlády, vůdce armády a velekněze. Předseda vlády stál v čele skupiny ministrů společně s vrchním soudcem (Maha Amatya).
Pravidla, která v indické společnosti postupně vznikala, byla silně ovlivněna védami. Jeden z předních myslitelů starověké Indie byl Čánakja, který žil ve 4. st. př. Kr. Jeho Arthašástra kromě vojenské strategie udílela také vládci rady, jak vést ekonomicky stabilní stát a jak dohlížet na trestné konání.

### Středověká Evropa
Základem středověké politické filosofie byla kombinace Aristotelova a Augustinova učení: Scholastika, která stavěla na harmonii rozumové a zjevené pravdy. Asi nejvlivnějším filosofem v této sféře byl Tomáš Akvinský, který značně pomohl znovuobjevení Aristotelových děl. Scholastika byla nejdůležitější filosofií ještě v renesanci.
Tomáš Akvinský své politické názory zachytil v Summa Theologiae, kde říká například, že král tyran není král určený Bohem. Jeho myšlenky do jisté míry následně reflektuje i Magna Charta Libertatum, listina mnohými považována za základní kámen angloamerické politické svobody, která explicitně prosazuje právo vzpoury proti panovníkovi za účelem dosažení spravedlnosti.
Mezi běžnými lidmi však byla politika podle mnohých sociologů ve středověku vnímána jako světská (nesvatá) záležitost, do které není radno zabředávat.

### Evropská renesance
Během renesance byl pohled na politiku jako na nesvatou službu postupně vlivem humanismu opouštěn a po celé Evropě se proto začalo objevovat mnoho filosofů, kteří nad státem a společností uvažovali.

#### Niccolò Machiavelli
Jedním z nejvlivnějších děl renesance byl Machiavelliho Princ, sepsán mezi lety 1511 a 1512 a posmrtně vydán r. 1532. Vedle Discorsi sopra la prima deca di Tito Livio, kde Machiavelli rozebírá klasické římské období, značně ovlivnil politické myšlení renesanční Evropy. Některé osobnosti filosofie (např. Jean-Jacques Rousseau) vykládali Prince jako satiru pro rod Medicejů, poté co znovuzískali Florencii a Machiavelliho z ní vyhnali. Přestože Princ byl skutečně sepsán pro Mediceje, Machiavelli podporoval Florentskou republiku a oligarchii Medicejů kritizoval. Ať tak či onak, Machiavelliho dílo vůbec poprvé představuje pragmatický, konsekvencionalistický pohled na politiku. Ani Machiavelli, ani Hobbes nevěřili v Bohem seslané panovníky, namísto toho věřili ve vrozené umění vládnout. Tento pohled nabýval na důležitosti při vzniku autokratických vlád, protože pouze ty podle společenského povědomí mohli udržet pořádek.

### Osvícenství
Během osvícenství mělo největší dopad na politické ideologie objevení tribálních společností mimo Evropu a vypuknutí série osvobozeneckých revolucí (Anglická občanská válka, Americká a Francouzská revoluce) vedoucích k založení republik. Myslitelé jako Thomas Hobbes, John Locke, Charles Louis Montesquieu a Jean-Jacques Rousseau byli velice ovlivněni Anglickou občanskou válkou a obdobím republiky a myšlenkově ovlivnili kromě americké a francouzské například i Haitskou revoluci.
Tito myslitelé přišli s novým pohledem na účel státu. V první řadě se ptali, jakým právem lidé tvoří státy, v druhé pak na dokonalou formu státu. S příchodem idey přirozeného řádu se mohly sociální vědy oddělit od církevního učení.
Politické a ekonomické vztahy byly drasticky posunuty jejich teoriemi, částečně tak podpořily vznik cechů (jako samostatných správních celků), svobodného trhu a protestantství (myšlenkami o národním náboženství). Kritika katolické církve na sebe nedala dlouho čekat a tomuto směru se postavil například Voltaire.

### Industrializace a moderna
Marxistická kritika kapitalismu byla vedle liberalismu a fašismu jednou z rozhodujících ideologií dvacátého století. Industriální revoluce, urbanizace a rostoucí význam velkých závodů dal vzniknout socialistickému hnutí. V polovině 19. století socialismus s uvedením marxismu nabýval na popularitě, především mezi městskými pracovníky v továrnách.
Radikální změnu v politickém smýšlení přivedla 1. světová válka. Ruská revoluce roku 1917 (a podobné, ačkoli méně úspěšné revoluce v dalších evropských státech) přinesla komunismus. V té době poprvé tvořily vlády sociální demokraté, což souviselo s rozšířením univerzálního volebního práva napříč vyspělými státy, přestože většina kolonií stále zůstávala v rukou evropských velmocí.